# Ivory (wrestlerka)
Lisa Mary Moretti (ur. 26 listopada 1961) – amerykańska wrestlerka, najlepiej znana z występów w World Wrestling Entertainment (WWE, wcześniej World Wrestling Federation) między 1999, a 2005 rokiem pod pseudonimem ringowym Ivory. Karierę wrestlerską rozpoczynała w organizacji Gorgeous Ladies of Wrestling (GLOW), gdzie występowała jako Tina Ferrari w drugiej połowie lat 80. Debiutowała w WWE w 1999 roku jako manager tag teamu Nation of Domination. Trzykrotnie zdobyła tytuł WWE Women’s Championship. Należała do stajni heelów Right to Censor. Współprowadziła program WWE Experience i trenowała przyszłych wrestlerów w ramach programu telewizyjnego WWE Tough Enough. W 2005 roku odeszła z WWE i dołączyła do Women Superstars Uncensored (WSU), gdzie zdobyła dwa tytuły i została przyjęta do galerii sławy WSU Hall of Fame. Po karierze wrestlerskiej zajmowała się projektowaniem krajobrazów i pracowała jako wolontariuszka w schronisku dla zwierząt. W 2007 roku otworzyła własny ośrodek opieki nad zwierzętami o nazwie Downtown Dog.

## Wczesne życie
Urodziła się w Los Angeles w stanie Kalifornia, a wychowała się w Inglewood. Miała dwóch braci i siostrę. Studiowała public relations na University of Southern California (USC). Była też cheerleaderką drużyny Los Angeles Express występującej w United States Football League i pracowała jako artystka makijażowa dla firmy Revlon.

## Kariera wrestlerska

### Niezależne organizacje (1986–1999)
W młodości trenowała ze swoimi dwoma braćmi i siostrą. W 1986 roku, w czasach kiedy studiowała public relations na USC (University of Southern California), wzięła udział w przesłuchaniu do kobiecej organizacji wrestlerskiej Gorgeous Ladies of Wrestling (GLOW), mającej swą siedzibę w Las Vegas. Została przyjęta i trenowała pod opieką Mando Guerrero przez 6 tygodni, a następnie debiutowała w ringu pod pseudonimem Tina Ferrari. Utworzyła tag team z Ashley Cartier o nazwie T&A. Wrestlerkom udało się zdobyć tytuł mistrzyń drużynowych GLOW Tag Team Championship. Ferrari pokonała także Colonel Ninotchkę w walce o zwakowany tytuł GLOW Championship. W późniejszym okresie występowała także w Powerful Women of Wrestling (PWOW) i Ladies Professional Wrestling Association (LPWA) pod pseudonimami ringowymi Nina i Tina Moretti. Udało jej się zdobyć mistrzostwo POWW Championship. 23 września 1994 wzięła udział w gali UWF’s Blackjack Brawl Moretti. Walczyła przeciwko Candi Devine o zwakowany tytuł UWF World Women’s Championship, ale przegrała.

### World Wrestling Federation/Entertainment (1999–2005)

#### Debiut i mistrzyni kobiet (1999)
W styczniu 1999 podpisała kontrakt z World Wrestling Federation (WWF, później WWE). Pierwszy raz wystąpiła w tej organizacji jako jedna z towarzyszek wrestlera o pseudonimie The Godfather, który odgrywał rolę suterena. 13 lutego 1999 w odcinku Raw Is War po raz pierwszy wystąpiła pod pseudonimem ringowym Ivory. Była valetem tag teamu Marka Henry’ego i D’Lo Browna oraz w kayfabe zainteresowaniem miłosnym Henry’ego. Jako wrestlerka debiutowała w WWF 15 lutego w Raw Is War. Razem z Brownem stawiła czoło Jeffowi Jarrettowi i Debrze w walce tag teamów, która zakończyła się remisem. Ivory zmierzyła się ponownie z Debrą w singles matchu 1 marca w Raw Is War. Debra została zdyskwalifikowana po tym jak Pretty Mean Sisters (Jacqueline Moore i Terri Runnels) zaatakowały Ivory. Na gali WrestleMania XV 28 marca Ivory towarzyszyła D’Lo Brownowi i Testowi w walce o WWF Tag Team Championship przeciwko Jeffowi Jarrettowi i Owenowi Hartowi.
14 czerwca 1999 pokonała Debrę w walce o tytuł Women’s Championship i obroniła go w walce z Tori na SummerSlam 22 sierpnia. Zapoczątkowany w ten sposób konflikt z Tori ugruntował postać Ivory jako heela. Spór został rozstrzygnięty na korzyść Ivory 6 września w hardcore matchu. Kolejną pretendentką do tytułu była Luna Vachon, którą Ivory pokonała w hardcore matchu na gali Unforgiven 26 września. W październiku rywalizowała z The Fabulous Moolah, która pokonała ją 17 października na gali No Mercy i przejęła tytuł. Ivory wygrała jednak walkę rewanżową 25 października w odcinku Raw Is War i po raz drugi został mistrzynią. Tym razem jej panowanie zakończyło się przegraną z Miss Kitty w walce, w której by wygrać należało zdjąć z przeciwniczki suknię. Zdarzyło się to 12 grudnia na gali Armageddon.

#### Right to Censor (2000–2001)
Pod koniec roku 1999, Ivory zaczęła odgrywać bardziej konserwatywną postać. 23 stycznia 2000 roku na Royal Rumble brała udział w konkursie kostiumów kąpielowych, który został wygrany przez Mae Young. 9 marca wyzwała mistrzynię Jacqueline na pojedynek o WWF Women’s Championship, który zakończył się jej porażką. We wrześniu 2000 została członkinią drużyny konserwatywnych heelów Right to Censor. W trakcie swojego członkostwa w stajni na jej ringowy strój składały się biała koszula z krótkim rękawem włożona w długie czarne spodnie i muszka. Wkrótce rozpoczęła rywalizację z ówczesną mistrzynią kobiet Litą. Pokonała swoją rywalkę, a także Jacqueline i Trish Stratus w walce typu Fatal 4-way i w ten sposób po raz trzeci zdobyła Women’s Championship. Lita próbowała odzyskać tytuł 19 listopada na gali Survivor Series, ale Ivory pokonała pretendentkę dzięki interwencji lidera Right to Censor Stevena Richardsa. Zwyciężyła też w walce typu Triple Threat o mistrzostwo z Trish Stratus i Molly Holly na gali Armageddon 10 grudnia.
W drugiej połowie 2000 roku Right to Censor rozpoczęło konflikt z Chyną. Przyczyną była sesja zdjęciowa wrestlerki w Playbou. 7 grudnia w jednym z odcinków Raw Is War Ivory i Val Venis wykonali piledriver na Chynie, co w kayfabe doprowadziło do skrętu szyi ich przeciwniczki. Wkrótce Chyna wyzwała Ivory na walkę o Women’s Championship, która odbyła się na gali Royal Rumble 21 stycznia 2001 roku. Ivory wygrała odnawiając kontuzję szyi Chyny. Obie wrestlerki zmierzyły się ze sobą jeszcze raz na gali WrestleMania X-Seven 1 kwietnia. Tym razem walka trwała krótko i wygrała Chyna, kończąc w ten sposób trzecie panowanie mistrzyni Ivory. Stajnia The Right to Censor została ostatecznie rozwiązana 26 kwietnia 2001 roku.
W jednym z wywiadów z 2009 roku Lisa Moretti przyznała, że jej rola członkini Right to Censor jest jej ulubioną rolą w karierze.

#### Różne wątki fabularne (2001–2005)

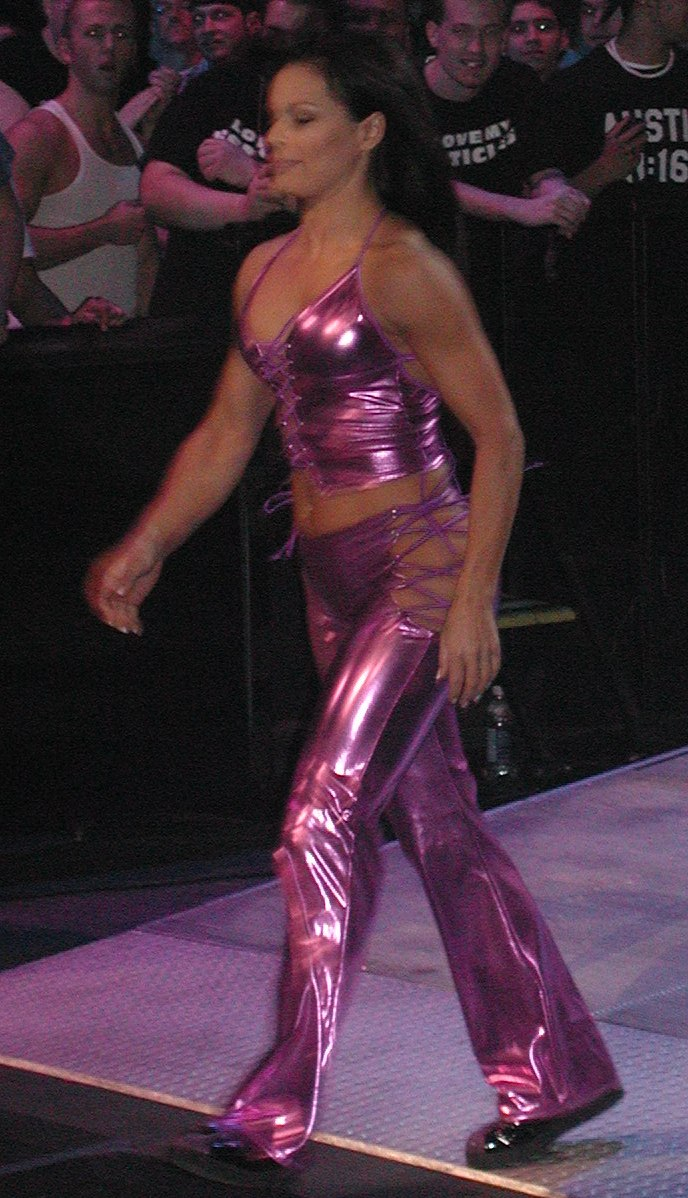
Ivory w jednym z odcinków WWE Raw w marcu 2003

6 sierpnia w odcinku Raw przyłączyła się do stajnii The Alliance, składającej się głównie z dotychczasowych członków organizacji WCW i ECW, którzy byli w konflikcie z resztą WWF. Pomogła Torrie Wilson i Stacy Keibler w pokonaniu Jacqueline w handicap matchu, lecz później pokłóciła się z Wilson, która romansowała z Tajiri. Ivory była też valetem Lance’a Storma. W odcinku No Mercy towarzyszyła Stormowi i Hurricane’owi w ringu, ale mimo jej pomocy przegrali z tag teamem Hardy Boyz w walce o WCW World Tag Team Championship. 18 listopada na gali Survivor Series uczestniczyła w ostatecznie wygranym przez Trish Stratus turnieju o Women’s Championship.
Na początku 2002 roku trenowała przyszłych wrestlerów w programie telewizyjnym Tough Enough. Po zmianie nazwy World Wrestling Federation na World Wrestling Entertainment i podziale WWE na brandy została przypisana do SmackDown! dalej odgrywając rolę heela. Na krótko była w konflikcie ze zwyciężczyniami Tough Enough Lindą Miles i Jackie Gaydą. 8 czerwca w odcinku Velocity Ivory wygrała walkę z Miles dzięki pomocy Gaydy, która postanowiła zdradzić swoją partnerkę. 13 czerwca w odcinku SmackDown! Ivory i Gayda przegrały walkę tag teamów z Miles i Trish Stratus. W listopadzie 2002 roku Ivory i wielu innych wrestlerów zostali przeniesieni do Raw w ramach wymiany za Big Showa. W 2003 trzykrotnie wygrała z mistrzynią kobiet Jazz przez pinfall, ale nie otrzymała szansy na pojedynek o tytuł. W owym roku pojawiła się tylko na jednym pay-per-view. Było to Armageddon 14 grudnia, gdzie bez skutku próbowała w walce odebrać Molly Holly tytuł Women’s Championship. Wzięła udział w trzecim sezonie Tough Enough jako trenerka. Dodatkowo spędziła 8 tygodni pracując w klubie farmerskim Ohio Valley Wrestling (OVW). W maju ona i Todd Grisham zostali prowadzącymi The WWE Experience, cotygodniowy program podsumowujący odcinki Raw i SmackDown!. W sierpniu 2005 roku WWE ogłosiło, że Ivory postanowiła nie przedłużać swojego kontraktu z firmą. Po odejściu z WWE zajęła się zawodowo projektowaniem krajobrazów.

### Niezależne organizacje (2005–2006)
Po odejściu z WWE Moretti zaczęła występować w niezależnych organizacjach pod swoim prawdziwym imieniem i nazwiskiem. 19 listopada 2005 w Spartanburgu na wydarzeniu A Tribute to Starrcade razem z Bambi pokonała Team Blondage (Krissy Vaine i Amber O’Neal) w walce o tytuł drużynowy CCW Tag Team Championship. 21 kwietnia 2006 roku w Surrey pokonała Rebeccę Knox w walce o NWA SuperGirls Championship w organizacji Extreme Canadian Championship Wrestling (ECCW). Posiadała ten tytuł przez pięć miesięcy, a potem, 8 października 2006 straciła go w walce z Nattie Neidhart.

## Działalność charytatywna
W 2005 roku była wolontariuszką w grupie ratunkowej, która pomagała ofiarom huraganu Katrina. W trakcie swojego wolontariatu poznała członków stowarzyszenia Best Friends Society, do którego postanowiła dołączyć. Best Friends Society to organizacja prowadząca w Utah schronisko dla zwierząt, które nie przeprowadza eutanazji i innych metod kontrolowania populacji. Pracowała też w schronisku dla zwierząt w swoim rejonie, San Juan Island, w północno-zachodniej części stanu Waszyngton. W tym schronisku poznała swoją przyszłą partnerkę biznesową Jessicę Ray, z którą otworzyła we Friday Harbor ich własny ośrodek opieki nad zwierzętami o nazwie Downtown Dog w 2007 roku. Ośrodek zajmuje się weterynarią, dzienną opieką, tresurą, a także dbałością o poprawę zdrowia, wyglądu i samopoczucia zwierząt.

## Gry komputerowe
Pojawiła się w siedmiu grach z serii WWE. Były to kolejno WWF WrestleMania 2000, WWF SmackDown! 2: Know Your Role, WWF No Mercy, WWF SmackDown! Just Bring It, WWE Raw, WWE SmackDown! Shut Your Mouth, WWE 2K17 (w dodatku DLC Hall of Fame Showcase) i WWE 2K18.

## Styl wrestlerski
- Finishery
  - Jako Lisa Moretti
    - Moretti Driver (Samoan driver)[6]

  - Jako Ivory

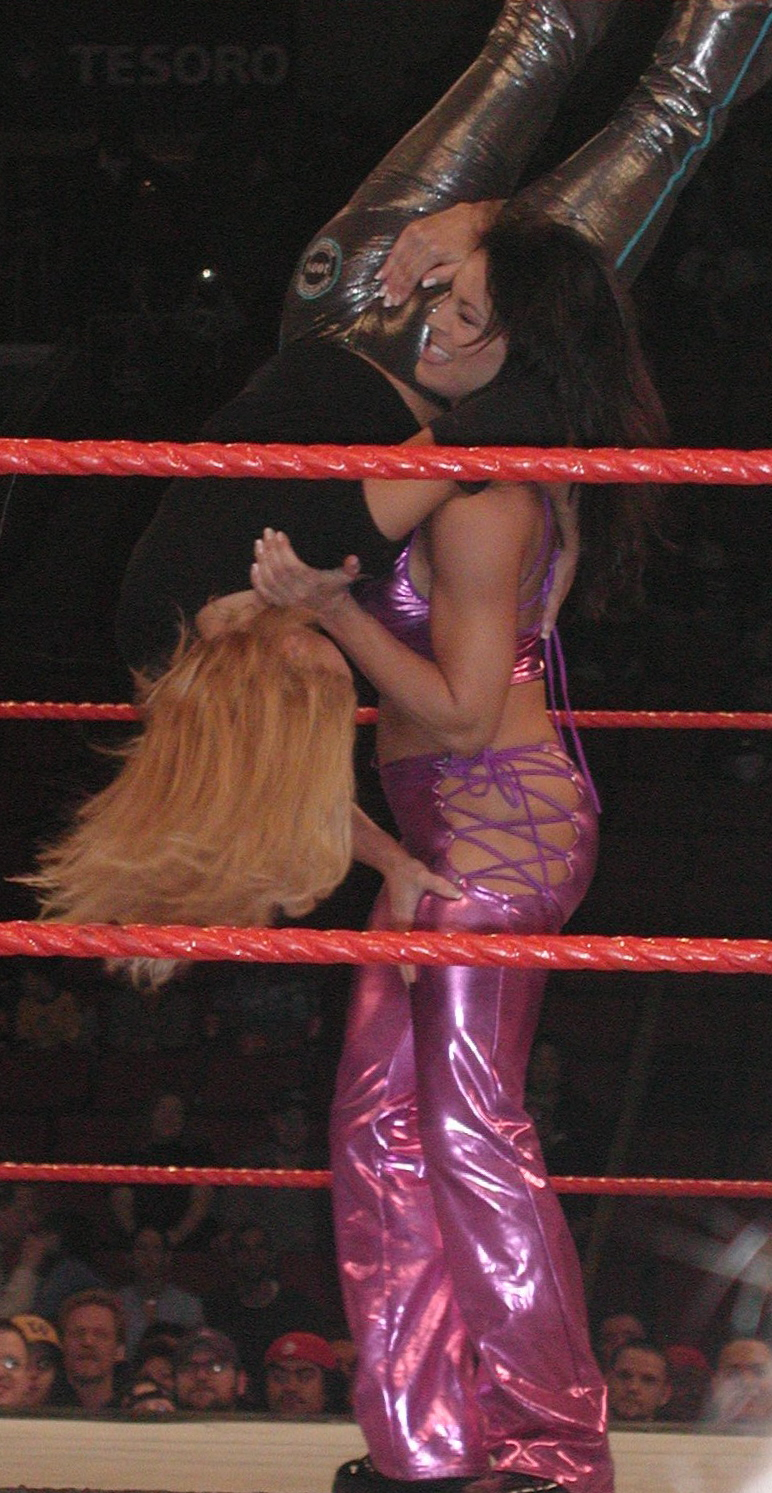
Ivory wykonująca scoop slam na Trish Stratus

    - Bridging straight jacket electric chair drop[49]
    - Poison Ivory (Kneeling or sitout facebuster)[6]
    - Samoan driver[49]
- Inne charakterystyczne ruchy
  - Gutwrench suplex[50]
  - Giant swing[51]
  - Handstand headscissors takedown[51]
  - Knife edge chop[50]
  - Różne warianty pinfalli
    - Jackknife[50]
    - Roll-up[6]
    - Straddle package[6]

  - Pendulum backbreaker[50]
  - Running hair pull facebuster[12][50]
  - Running bulldog[6]
  - Snap suplex[6]
- Menedżerowani wrestlerzy
  - Nation of Domination
  - Right to Censor
  - The Hurricane
  - Lance Storm
  - Jackie Gayda

## Mistrzostwa i osiągnięcia
- Carolina Championship Wrestling

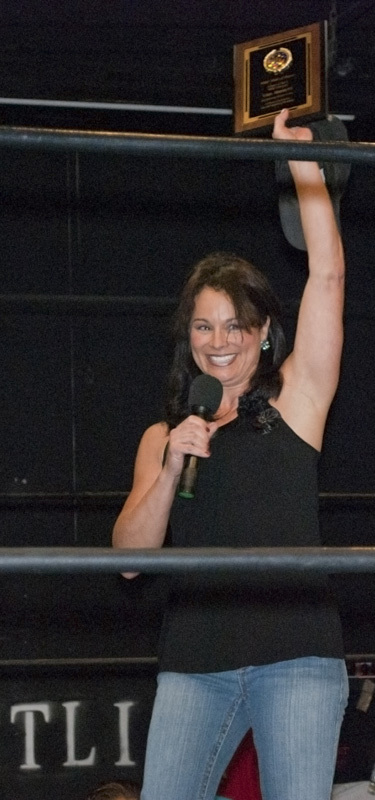
Ivory w trakcie dołączania do galerii sławy WSU Hall of Fame w marcu 2011

  - CCW Women’s Tag Team Championship (1 raz) – z Bambi[6]
- Gorgeous Ladies of Wrestling
  - GLOW Championship (1 raz)[6]
  - GLOW Tag Team Championship (1 raz) – z Ashley Cartier[6]
- Ladies Sports Club
  - LSC Championship (1 raz)[52]
- Powerful Women of Wrestling
  - POWW Championship (2 razy)[6]
- Pro Wrestling This Week
  - Wrestler tygodnia (13 marca – 19 marca 1988)[53]
- SuperGirls Wrestling
  - SuperGirls Championship (1 raz)[54]
- Women Superstars Uncensored
  - Galeria sławy WSU Hall of Fame (2011)[55]
- World Wrestling Federation
  - WWF Women’s Championship (3 razy)[56]